# Donji Lipovčani
Donji Lipovčani is een plaats in de gemeente Čazma in de Kroatische provincie Bjelovar-Bilogora. De plaats telt 94 inwoners (2001).